# كيفن غريغ
كيفن غريغ (بالإنجليزية: Kevin Gregg)‏ (و. 1978  م) هو لاعب كرة قاعدة أمريكي، ولد في كورفاليس، مركز لعبه هو رامٍ مساعد ‏.

## التعليم
تعلم في Corvallis High School (Oregon) ‏.

## روابط خارجية
- كيفن غريغ على موقع دوري كرة القاعدة الرئيسي (الإنجليزية)
- كيفن غريغ على موقعبيزبول رفرنس.كوم (الدوري الرئيسي) (الإنجليزية)
- كيفن غريغ على موقعبيزبول رفرنس.كوم (الدوري الثانوي) (الإنجليزية)
- كيفن غريغ على موقع إي إس بي إن.كوم (أم.أل.بي) (الإنجليزية)
- كيفن غريغ على موقع مشجعي الرسوم البيانية (الإنجليزية)